# Paul Pallath
Paul Pallath (* 7. Juni 1959 in Ezhacherry, Kerala, Indien) ist ein indischer Priester, römisch-katholischer Theologe und Kurienbeamter.

## Leben
Er besuchte die St. John’s LP School in Ezhacherry, die Sacred Heart Upper Primary School in Ramapuram und die St. Augustine’s High School in Ramapuram. Nach seiner Ausbildung im kleinen Seminar im Good Shepherd Seminary in Pala (Palai) setzte er seine philosophischen und theologischen Studien am Päpstlichen Institut für Theologie und Philosophie in Alwaye (Kerala) fort. Für das Bistum Palai wurde er am 3. Januar 1987 zum Priester geweiht. Er hat drei Schwestern und einen Bruder.
Mehr als 16 Jahre (vom 15. Mai 1995 bis 30. September 2011) verbrachte er als Mitarbeiter der Kongregation für den Gottesdienst und die Sakramentenordnung in Rom. Papst Johannes Paul II. verlieh ihm am 3. November 1999 den Titel Kaplan Seiner Heiligkeit. In den Jahren 1996 bis 2001 war er Mitglied der Vatikanischen Liturgischen Kommission für das Jubeljahr 2000. Seit dem akademischen Jahr 2003–2004 ist er Professor am Päpstlichen Orientalischen Institut in Rom. Am 1. Oktober 2011 wurde er zum Tribunal der römischen Rota versetzt und am 10. Juli 2012 ernannte ihn Benedikt XVI. zum Amtsleiter. Am 16. September 2013 beförderte ihn Papst Franziskus zum Relator der Kongregation für die Selig- und Heiligsprechungsprozesse und am 19. Februar 2014 zum Berater der Kongregation für die orientalischen Kirchen.

## Schriften (Auswahl)
- The synod of bishops of catholic oriental churches. Mar Thoma Yogam, Rom 1994, OCLC 919594516.
- als Herausgeber: Catholic Eastern Churches. Heritage and Identity (= Mar Thoma Yogam publications. Band 7). Mar Thoma Yogam, Rom 1994, OCLC 636632984.
- als Herausgeber: Church and its most basic element. Herder, Rom 1995, ISBN 88-85876-24-2.
- als Herausgeber: Pope John Paul II and the Catholic Church in India (= Mar Thoma Yogam publications. Band 16). Mar Thoma Yogam, Rom 1996, OCLC 988992420.
- Local episcopal bodies in East and West (= Oriental Institute of Religious Studies, India (Series). Band 198). Oriental Institute of Religious Studies, Kerala 1997, ISBN 81-86063-33-1.
- La liturgia eucaristica della chiesa siro-malabarese (= Quaderni di Rivista liturgica. Band 1). Messaggero, Padua 2000, ISBN 88-250-0842-2.
- The Catholic church in India. Mar Thoma Yogam, Rom 2003, OCLC 989085568.
  - The Catholic church in India (= Mar Thoma Yogam publications. Band 21). 2. überarbeitete Auflage, Mar Thoma Yogam, Rom 2003, OCLC 248938486.
  - Die katholische Kirche in Indien gestern und heute. Eos Verlag, St. Ottilien 2008, ISBN 978-3-8306-7317-0.
  - The Catholic church in India. Oriental Institute of Religious Studies, Kottayam 2010, ISBN 81-88456-56-X.
  - La Chiesa cattolica in India. Aracne Editrice, Rom 2011, ISBN 978-88-548-3951-9
  - A Katolikus Egyhàz Indiàban. METEM, Budapest 2015, ISBN 978-963-9662-89-6.
  - Indian Catholic Church Yesterday and Today (Malayalam). HIRS Publications, Changanacherry 2015, ISBN 978-81-87576-85-3.
- Important roman documents concerning the Catholic Church in India. Oriental Institute of Religious Studies, Kottayam 2004, ISBN 81-88456-10-1.
- The provincial councils of Goa and the Church of St. Thomas Christians (= OIRSI. Band 285). Oriental Institute of Religious Studies, Kottayam 2005, ISBN 81-88456-22-5.
- The grave tragedy of the Church of St. Thomas Christians and the Apostolic Mission of Sebastiani (= HIRS India series. Band 50). HIRS Publications, Changanassery 2006, ISBN 81-87576-52-9.
- The Eucharistic liturgy of the St. Thomas christians and the Synod of Diamper. Oriental Institute of Religious Studies, Kerala 2008, ISBN 81-88456-35-7.
- Matrimonio tra cristiani indiani. Il rito nella chiesa siro-malabrese. Urbaniana University Press, Vatikanstadt 2009, ISBN 88-401-4026-3.
- Iniziazione cristiana nella Chiesa siro-malabarese: liturgia, teologia, storia e riforma. Urbaniana University Press, Vatikanstadt 2011, ISBN 978-88-401-4036-0.
- Origin of the Southist Vicariate of Kottayam. Acts and Facts. OIRSI, Kottayam 2011, ISBN 978-81-88456-71-0.
- Constitution of Syro-Malabar Hierarchy. A Documental Study (= HIRS publications). HIRS Publications, Changanacherry 2014, ISBN 81-87576-82-0.
- Unity of Christian Initiation with Special Reference to the Syro-Malabar Church. Dharmaram Publications, Bangalore 2016, ISBN 978-93-84964-51-1.